# الصادق بن جمعة
الصادق بن جمعة ولد في 22 يوليو 1932 في المحبوبين (جربة) وتوفي في 18 نوفمبر 2011 في تونس العاصمة، هو مهندس وسياسي تونسي.

ناضل من أجل استقلال تونس، قبل أن يتقلد بعد ذلك عدة وزارات بين 1969 و1988.

## السيرة الذاتية

### المسار السياسي
كان الصّادق بن جمعة عضو المكتب التنفيذي لفرع الحزب الحر الدستوري الجديد في باريس، قبل أن يصبح عضو ثم أمين عام ثم رئيس الاتحاد الفرنسي للحزب الحر الدستوري الجديد بين 1959 و1960. ترأس بعد ذلك وحدة الأشغال العامة والموانئ بين 1961 و1963، قبل أن ينضم للمكتب السياسي للحزب بين 1981 و1988 الذي أصبح يسمى الحزب الاشتراكي الدستوري، والذي بدوره أصبح التجمع الدستوري الديمقراطي في 1988.

بين 1963 و1972 كان نائب رئيس بلدية تونس، قبل أن يشارك في انتخابات 1 نوفمبر 1981 ويفوز بمقعد في مجلس النواب وذلك حتى 1986.

بدأ مساره الحكومي 7 نوفمبر 1969 أين عين وزيرا للشؤون الاجتماعية والإسكان في حكومة الباهي الأدغم ثم في حكومة الهادي نويرة وذلك حتى 29 أكتوبر 1971. ثم في 15 أبريل 1980، عين وزيرا للنقل والمواصلات في حكومة نويرة ومزالي وبقي في هذا المنصب حتى 25 نوفمبر 1983، أين انتقل إلى وزارة التجهيز في نفس حكومة مزالي حتى 25 أغسطس 1984. وأخيرا أصبح وزيرا للتجهيز والإسكان بين 7 نوفمبر 1987 و7 يوليو 1988 في حكومة الهادي البكوش.

عين في 22 يناير 2010، عينه الرئيس زين العابدين بن علي عضوا في مجلس المستشارين لتعويض شكيب الذوادي، وبقي في هذا المجلس حتى توقف أعماله بعد الثورة التونسية في 2011.

### أنشطة أخرى
كان الصادق بن جمعة رئيسا لنادي المصدرين، قبل أن يؤسس النادي الأولمبي للنقل ويترأسه بين 1973 و1976. من جهة أخرى، كان هو من أطلق مشروع وجمع تبرعات مركز خدمة المساعدة الطبية الطارئة، الموجود قرب مستشفى الرابطة بتونس العاصمة. في يوليو 2014، أصبح المركز يحمل اسمه.

## بيبليوغرافيا
- التيجاني العزابي، Entretien avec Sadok Ben Jemaa (حوارات مع الصادق بن جمعة)، دار تونس للنشر، تونس العاصمة (ردمك  9973701259).